# Elliot Lake
Elliot Lake é uma cidade do Canadá, localizada no noroeste da província de Ontário, entre Sudbury e Sault Ste. Marie. Sua população é de 11 956 habitantes (do censo nacional de 2001).